# Armistead Thomson Mason

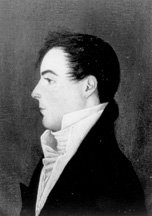
Armistead Thomson Mason

Armistead Thomson Mason, född 4 augusti 1787 i Louisa County, Virginia, död 6 februari 1819 i Bladensburg, Maryland, var en amerikansk politiker (demokrat-republikan). Han representerade delstaten Virginia i USA:s senat 1816-1817. Han var son till Stevens Thomson Mason.
Mason utexaminerades 1807 från The College of William & Mary. Han deltog i 1812 års krig. Senator William Branch Giles avgick 1815 och Mason tillträdde som senator den 3 januari 1816. Han efterträddes 1817 av John Wayles Eppes.
Mason gifte sig 1 maj 1817 med Charlotte Eliza Taylor. Han dödades 1819 i en duell. Han gravsattes på Episcopal Churchyard i Leesburg, Virginia.